# Gilbert Guillaumin
Pour les articles homonymes, voir Guillaumin.
Gilbert-Urbain Guillaumin, né le 14 août 1801 à Couleuvre (Allier) et mort le 15 décembre 1864 à Paris, est un éditeur français, qui milita en faveur du libéralisme.

## Vie personnelle
Orphelin à l’âge de 5 ans, il a été élevé par un oncle sévère qu’il quitta pour commencer sa vie à Paris en 1819. Il y débute comme employé d’une quincaillerie avant de fonder sa librairie puis de se lancer dans l’édition.
Il eut deux filles qu’il éleva seul, étant devenu veuf rapidement.

## Édition Guillaumin
Guillaumin se spécialise en premier lieu dans la littérature et l’histoire. Il abandonne toutefois cet axe qui ne lui permet pas de couvrir ses frais.
Il se spécialise ensuite dans le domaine de l’économie et commence à publier en 1835 le Dictionnaire du commerce et des marchandises. En 1840, il débute la Collection des principaux économistes qui comprenait les ouvrages de fondateurs de la science économique libérale, tels que Turgot, Adam Smith ou Jean-Baptiste Say. Il est alors l'un des animateurs d'un groupe de pression qui milite en faveur d'un libéralisme libre-échangiste. En 1841, il édite le premier numéro du Journal des économistes qui sera une référence de l'économie politique pour le reste du XIXe siècle. L'année suivante, il est l'un des fondateurs d'une société savante libérale, la Société d'économie politique. Il fait partie de son bureau; il en est le questeur à partir de 1845.
En 1849, il reprend le fonds de Pierre Hubert Renard, spécialisé dans le commerce.
Sa maison d’édition publia la plupart des libéraux et économistes français du XIXe siècle, comme Frédéric Bastiat, Gustave de Molinari ou encore Charles Coquelin. Henri Baudrillart dit ainsi de lui qu’il était le centre et le lien de l’école libérale française, et Richard Cobden affirma qu’il était le centre de ralliement des amis de la science économique. La maison s'allie à l'éditeur scientifique et médical Victor Masson pour publier la première édition française de L'Origine des espèces de Charles Darwin traduite par Clémence Royer.
En 1910, la maison d’édition fusionne avec celle de Félix Alcan.